# عقیربات
عقیربات (به عربی: عقیربات) یک منطقهٔ مسکونی در سوریه است که در ناحیه عقیربات واقع شده‌است. عقیربات ۲٬۷۴۵ نفر جمعیت دارد.